# Zoltán Gombocz
Zoltán Gombocz, född 18 juni 1877 i Sopron, död 1 maj 1935, var en ungersk språkforskare.
Gombocz blev filosofie doktor 1900, professor i uralaltaisk språkvetenskap i Kolozsvár 1914 och i ungersk språkvetenskap i Budapest 1920. Gombocz författarskap omspänner ungersk, finsk-ugrisk och altaisk etymologi och ljudhistoria, fonetik och allmän språkvetenskap. Tillsammans med János Melich utgav han Magyar etymologiai szótár (1914-).